# Đỗ Trình Thoại
Đỗ Trình Thoại (? - 1861) là quan nhà Nguyễn, và là thủ lĩnh chống Pháp trong lịch sử Việt Nam.

## Tiểu sử
Không rõ năm sinh, chỉ biết ông là người thôn Yên Luông, huyện Kiến Hòa, trấn Định Tường (nay thuộc huyện Gò Công Tây, tỉnh Tiền Giang).
Năm Quý Mão (1843), ông thi đỗ Cử nhân tại Trường Hương Gia Định, được bổ làm Tri huyện Tân Hòa (bao gồm khu vực Gò Công thuộc tỉnh Tiền Giang ngày nay) nên được mọi người quen gọi là Huyện Thoại (các sách Pháp viết là Toại), nhưng sau bị cách chức (chưa rõ lý do).
Ngày 17 tháng 2 năm 1859, thành Gia Định bị quân Pháp đánh hạ. Với lòng yêu nước, ông tham gia công cuộc chống Pháp ở mặt trận Đại đồn Chí Hòa (Gia Định).
Ngày 25 tháng 2 năm 1861, Đại đồn Chí Hòa bị thất thủ, ông trở về Gò Công mộ nghĩa dũng, kết hợp với Phó Lãnh binh Trương Định tiếp tục chống Pháp, và đã gây cho họ những thiệt hại đáng kể.
Vào tờ mờ sáng ngày 22 tháng 6 năm 1861 (Tân Dậu), ông lại trực tiếp điều động nghĩa quân bất ngờ tập kích đồn Gò Công. Với cương vị là tướng chỉ huy, ông đã dũng cảm xông lên phía trước, mặc dù súng của đối phương từ trong đồn bắn ra hết sức dữ dội. Sau khi vượt qua những vòng rào phòng thủ kiên cố, nghĩa quân đã đột nhập được vào bên trong đồn, và một trận giáp chiến kịch liệt đã diễn ra. Bằng tài nghệ, Đỗ Trình Thoại đã dùng gươm tiêu diệt tên lính thủy quân lục chiến Bodiez và đâm trọng thương trung úy Paulin Vial, Trưởng đồn kiêm Giám đốc bản xứ sự vụ Gò Công. Nhưng sau đó, ông bị trúng đạn và hy sinh tại trận địa .
Theo sách Nguyễn Đình Chiểu toàn tập (tập 2), thì số nghĩa quân tham chiến khi ấy là 600, và chỉ huy Đỗ Trình Thoại đã hy sinh cùng với 12 bộ hạ.
Sau khi mất, ông được triều đình Huế cho lập đền thờ và truy phục hàm Tri huyện. Hiện nay, ở thành phố Mỹ Tho có một con đường mang tên ông.

## Trong văn hóa
Tri huyện Thoại đã hy sinh anh dũng. Thế nhưng trong phim Bình Tây đại nguyên soái (chiếu trên HTV9), các tác giả lại cho rằng nguyên nhân cái chết của ông là do nhẹ dạ cả tin, bị mắc mưu của một tên Việt gian. Có người cho rằng hư cấu như thế là hạ thấp giá trị, và vô tình tầm thường hóa trí tuệ của ông. Xem bài "Về cái chết của Đỗ Trình Thoại" đăng tải trên báo Tuổi Trẻ ngày 1 tháng 7 năm 2013.

## Tưởng nhớ
Tên của ông được đặt cho ba con đường ở thành phố Hồ Chí Minh, thành phố Mỹ Tho và thành phố Gò Công, nhưng tên đường tại thành phố Hồ Chí Minh và thành phố Mỹ Tho bị ghi sai là Huyện Toại.